# 大鱗箬鰨
大鱗箬鰨為輻鰭魚綱鰈形目鰨亞目鰨科的其中一種，為熱帶海水魚，分布於中西太平洋菲律賓東部外海海域，棲息深度27-37公尺，體長可達24.3公分，棲息在底層水域，生活習性不明。

## 扩展阅读
維基物種上的相關：大鱗箬鰨